# Valentine (série télévisée)
Pour les articles homonymes, voir Valentine.
Valentine est une série télévisée américaine dramatique romantique en huit épisodes de 42 minutes, créée par Kevin Murphy (en) dont quatre épisodes ont été diffusées entre le 5 octobre et le 26 octobre 2008 sur The CW et en simultané sur Citytv au Canada. Les quatre épisodes restants ont été diffusés entre le 28 juin et le 18 juillet 2009 sur The CW.
Cette série est inédite dans les pays francophones.

## Synopsis
La famille Valentine n'est pas une famille très ordinaire : en réalité ils sont des dieux vivants parmi les humains. Ils doivent garder leur véritables identité secrète comme ils le font pour mettre ensemble des âmes sœurs. Cependant, dans les temps modernes les méthodes des dieux sont devenus moins efficaces qu'avant et à moins qu'ils améliorent leurs compétences de jumelage, ils finissent par devenir mortels. En conséquence Grace, c'est-à-dire la déesse Aphrodite, a décidé de recruter la romancière, Kate Providence, pour les aider à adapter leurs compétences. Alors que le reste de la famille n'est pas enthousiaste à l'idée, ils doivent accepter son aide en apportant une étincelle de romantisme pour aider à apporter de nouveau l'amour dans la vie des gens.

## Distribution

### Acteurs principaux
- Jaime Murray : Grace Valentine
- Kristoffer Polaha : Danny Valentine
- Christine Lakin : Kate Providence
- Autumn Reeser : Phoebe Valentine
- Robert Baker : Leo Francisci

### Acteurs récurrents
- Patrick Fabian : Ray Howard
- Greg Ellis : Ari Valentine
- Noa Tishby : Jezebel
- Ann Magnuson : Aunt Circe

## Production
À l'automne 2008, The CW délègue la programmation réseau du dimanche soir de 17 h à 22 h à Media Rights Capital. L'expérience prend fin après sept semaines de faibles audiences.
Le casting principal est annoncé en juillet 2008 et le tournage débute immédiatement.

## Épisodes
1. Pilot
2. Daddy's Home
3. Act Naturally
4. The Book of Love
5. Hound Dog
6. She's Gone
7. Summer Nights
8. God Only Knows